# Prostitución en Suecia

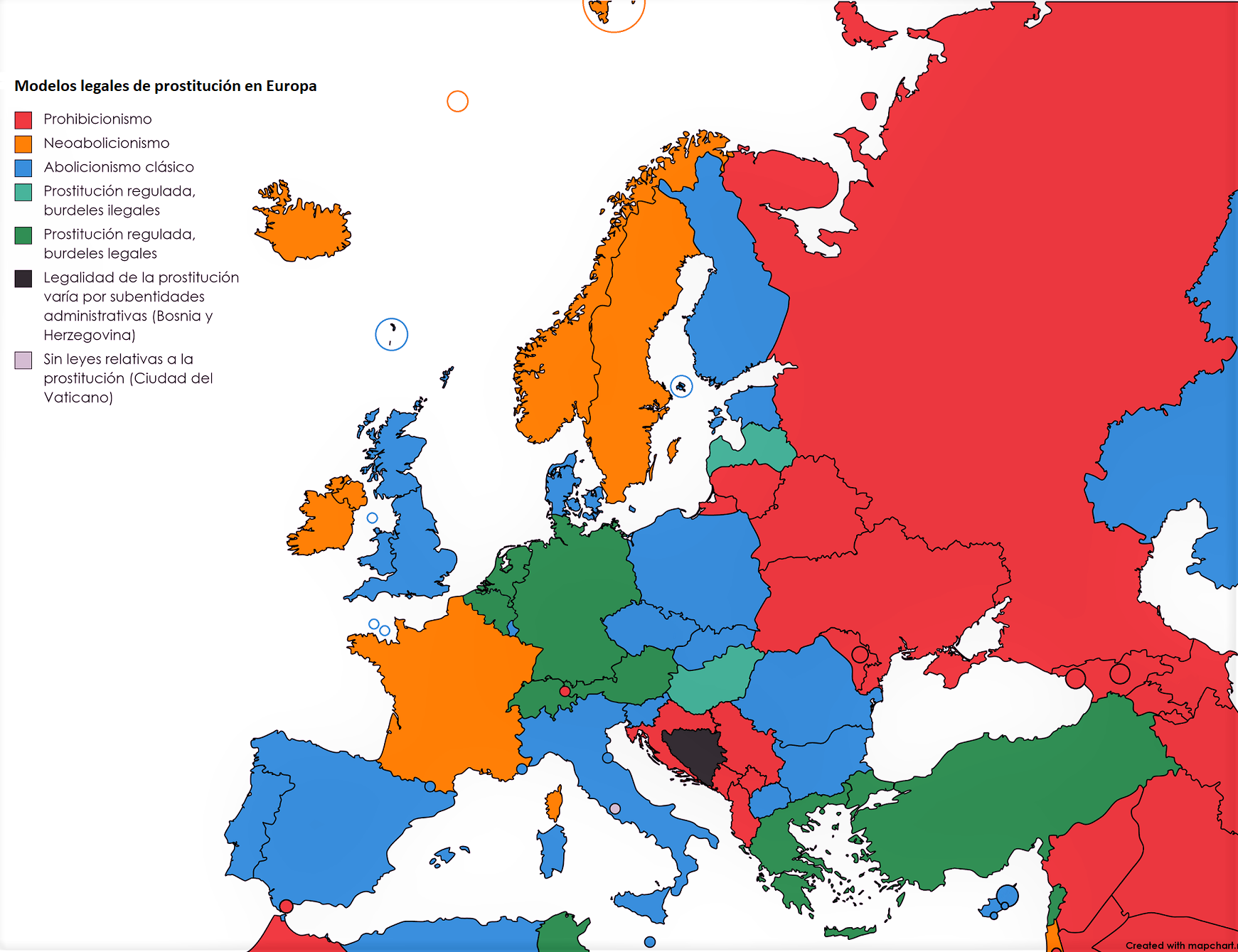
Prostitución en Europa. En naranja, el modelo neoabolicionista de la prostitución, en el que la venta de servicios es legal pero su compra ilegal, al que pertenece, entre otros países, Suecia.

La prostitución en Suecia, en referencia a la compra de sexo, está considerada en su ordenamiento jurídico. No obstante, esta ilegalidad no se adscribe a la venta de servicios sexuales (uso del propio cuerpo humano por una persona para tales servicios). El proxenetismo y la explotación de un burdel siguen siendo ilegales. La penalización de la compra de sexo, pero no de la venta del propio cuerpo con fines sexuales, fue única cuando se promulgó por primera vez en Suecia en 1999. Desde entonces, este modelo nórdico de legislación sobre comercio sexual se ha adoptado en otros países, como en Noruega o Francia.
En 1812 comenzaron a introducirse varias regulaciones diferentes sobre el control de las prostitutas para limitar la propagación de enfermedades venéreas. Esta regulación continuó hasta 1922, cuando la prostitución se juzgó con base en la legislación sobre vagancia de 1885. La regulación, las leyes contra la vagancia, la liberación pero la estigmatización o la Ley de Compra de Sexo de 1999 han sido la forma en que la sociedad sueca ha intentado gestionar y limitar estas actividades. La prostitución como fenómeno opera en las zonas fronterizas entre el trabajo, la moral, la explotación, las amenazas a los valores familiares y los derechos de las mujeres.
Después de la introducción de la Ley de Compra de Sexo, existe una opinión mayoritaria de que el sexo es algo por lo que no se debe pagar, pero los debates sobre los diferentes tipos de compra de sexo, el trabajo sexual y las trabajadoras sexuales son tema de debate. Para la mayoría, la ley y el procesamiento sobre la compra de sexo tienen un efecto disuasorio, pero no para los notorios compradores de sexo. La política sueca se basa en que los compradores de sexo son criminales, las prostitutas víctimas y toda la operación es un signo de una sociedad desigual. Sin embargo, el apoyo de la sociedad a las prostitutas o ex prostitutas es desigual, en parte debido al estigma social que rodea a la actividad.

## Historia

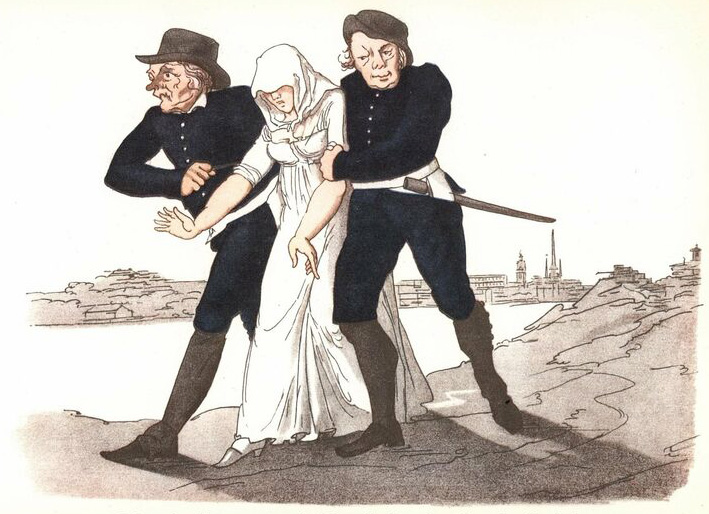
Paltar bortföra en gatnymf, litografía según acuarela de Per Nordquist (finales del) que representa el secuestro de una prostituta callejera por la guardia de separación.

### Antes delsigloXIX
En la Edad Media, las prostitutas solo eran mencionan fragmentariamente en Suecia. En el Estocolmo medieval, se hace referencia a las prostitutas como "Anna Svandunet", "Ingrid Honungspottan" o "Katarina Parrot". Se menciona que a las prostitutas no se les permitía vivir en determinadas calles para no avergonzar a la burguesía, que consideraba deshonroso vivir cerca de este gremio. El ayuntamiento de Estocolmo prohibía a las prostitutas vestir ropas de color escarlata (tela roja) o gris (piel de invierno de ardilla), o adornar sus ropas con plata u oro. Sin embargo, las prostitutas no aparecen en los registros penales, ya que no existía ninguna prohibición de vender o comprar sexo.
Antes del siglo XIX, en Suecia no existía una prohibición explícita de la prostitución como tal; sin embargo, las relaciones sexuales fuera del matrimonio estaban prohibidas (desde la Edad Media hasta 1864), independientemente de si se trataba de prostitución o no. Esto se castigaba con multas o castigos corporales como parte del deber eclesiástico, una ley que también afectaba tanto a las prostitutas como a quienes compraban sexo. Un ejemplo de ello fue el caso de Sara Simonsdotter y su burdel de Estocolmo en 1618-1619, en el que tanto las prostitutas como sus clientes fueron castigados por cometer adulterio y no por prostitución como tal.
A partir de 1724, las mujeres de Estocolmo que no pudieran demostrar que tenían una profesión legal, riqueza o alguien que respondiera por ellas podían ser internadas en la casa de hilandería de Långholmen para evitar que se ganaran la vida de forma "inmoral", lo que en la práctica significaba prostituirse. Las cortesanas de la época, es decir, las prostitutas de lujo que se acercaban a los clientes en el teatro y la ópera y se reunían con ellos en sus casas, a menudo podían eludir la casa de hilar durante este periodo obteniendo un certificado de subsistencia o buena conducta de un mecenas adinerado, o declarando oficialmente una profesión legal por escrito, normalmente en el teatro o la ópera.
La ley de 1734 fue la primera en mencionar explícitamente la prostitución en cualquier sentido: establecía que las actividades prostibularias o la prostitución dentro de las paredes de un burdel podían ser castigadas con azotes o trabajos forzados, tanto si se vendía sexo como si se compraba.
Los burdeles en el sentido moderno no parecen haber existido en Estocolmo y Suecia durante el siglo siglo XVIII, sino que los encuentros entre compradores de sexo y prostitutas eran organizados por los proxenetas en locales temporales, como la casa del proxeneta, y este espacio se denominaba entonces "jaula de vírgenes" o "prostíbulo". Jungfrubur se convirtió en un término contemporáneo para referirse a las casas en las que se sospechaba que había fornicación y que, por tanto, constituían temporalmente un "puticlub" (que entonces funcionaba temporalmente como casa para reunirse con vírgenes o casa para fornicar), pero que no tenía por qué significar una casa en la que vivieran varias prostitutas y recibieran clientes a tiempo completo, algo que probablemente no existía en Estocolmo antes de mediados del siglo XIX. Tanto Lovisa von Plat como su rival Anna Stina Buckner se dedicaban al proxenetismo invitando a clientes y mujeres prostituidas (que vivían en otros lugares) a su residencia, que entonces se llamaba "prostíbulo", y Maria Torstensson reunía a mujeres prostituidas para participar en el más famoso de todos los bailes de putas, el baile de la expedición en el Palacio Real en 1768.
En el Estocolmo del siglo XVIII, los cafés regentados por antiguas amantes de hombres adinerados eran a menudo sospechosos de ser burdeles encubiertos, y las criadas de tales establecimientos, al igual que en tabernas y posadas, eran a veces sometidas a exámenes médicos forzosos para evitar la propagación de enfermedades venéreas, pero esto se hacía sin el apoyo de ninguna ley específica.

### SigloXIX

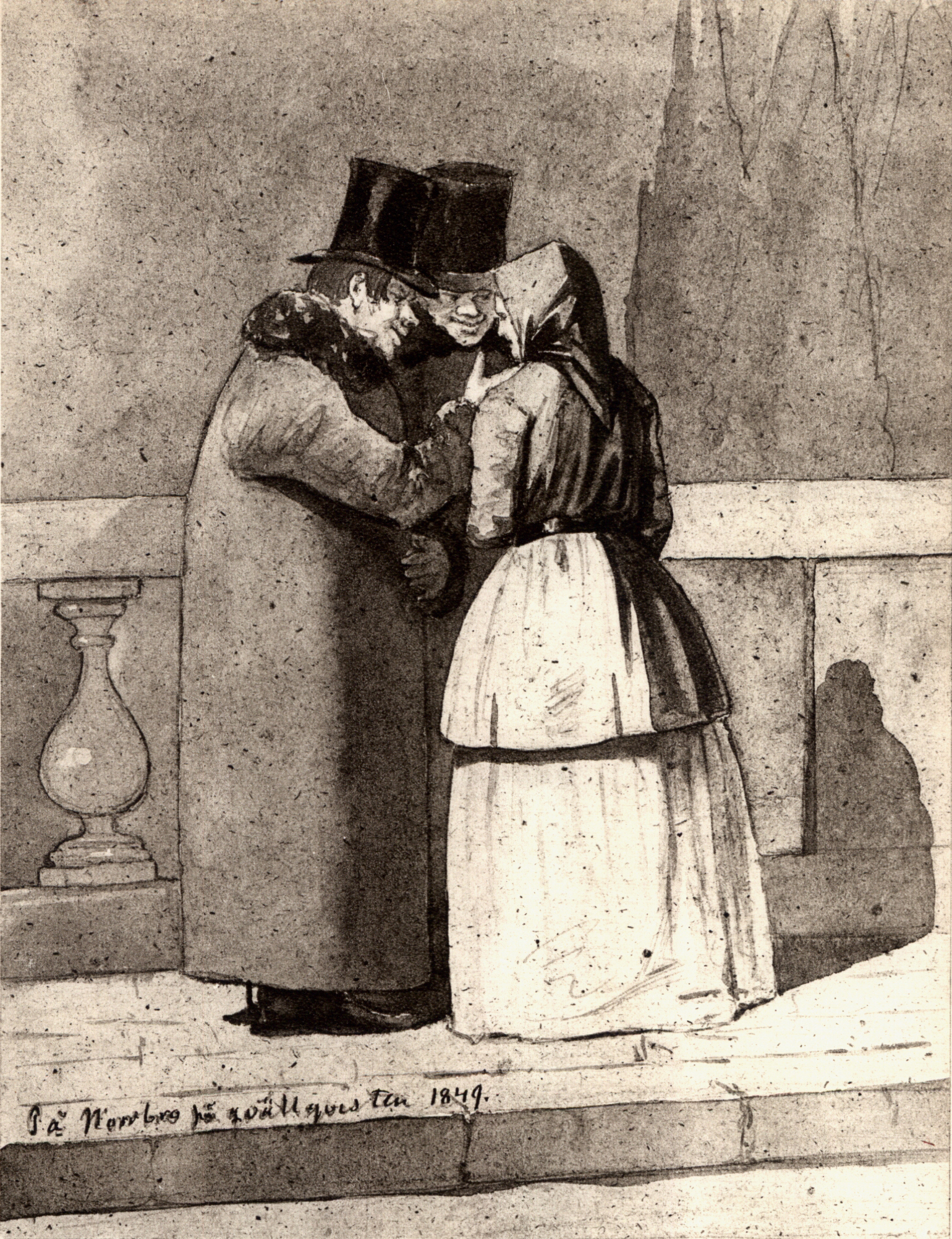
Grabado que representa a dos clientes con una prostituta.

En 1812 se introdujo una ley que permitía el examen y tratamiento médico obligatorio de toda persona sospechosa de ser portadora de una enfermedad sexual, ley que en la práctica se aplicó sobre todo a las mujeres de la capital sospechosas por la policía de ser prostitutas, lo que provocó protestas de acoso. Al igual que muchos otros países europeos, Suecia delegó el control de la prostitución en las autoridades locales a partir de 1833.
Entre 1838 y 1841, las autoridades locales de Estocolmo intentaron establecer un control estatal sobre la prostitución, y con ello sobre las enfermedades sexuales, mediante un experimento con burdeles privados con licencia, Londres y Stadt Hamburg, pero sin éxito.
A partir de 1847, la mayor parte de la prostitución fue ilegal, pero tolerada y regulada, incluyendo exámenes médicos y hospitales seguros para enfermedades venéreas. Los burdeles también eran ilegales, pero persistían bajo vigilancia policial. Tras las regulaciones hechas en Estocolmo, la ciudad de Gotemburgo la reguló en 1865. Otras normativas controlaban las zonas frecuentadas por prostitutas y la ropa que podían llevar. Esta política era a la vez intrusiva y sexista, tipificando el «mal necesario» de la prostitución típico del discurso europeo occidental.
Tras el reglamento médico de 1847, se siguió en la misma línea, con un nuevo reglamento de 1859, referido a la regulación de las prostitutas o mujeres llamadas «promiscuas», término que también era usado para aquellas mujeres que mantenían relaciones sexuales extramatrimoniales, que se mantuvo hasta 1918. El reglamento difería del reglamento anterior. Cuando la regulación trataba sobre el control de infecciones, la regulación (con su revisión) pasó a centrarse en el control, asegurándose de que las mujeres prostituidas no se mezclaran con personas respetables, juzgando dónde debían vivir y qué calles se les permitía caminar, y tratando de encontrar y registrar a las mujeres que aún no estaban inscritas.
En 1878 se creó en Suecia una oficina abolicionista, la Svenska Federationen, y las protestas que se produjeron, entre ellas las de los movimientos de mujeres de la década de 1880, llevaron a que en 1903 se encargara una investigación, que presentó su informe en 1910. Las propuestas resultantes se encontraron con la enérgica oposición de feministas y liberales, que consiguieron eliminar las cláusulas sobre la prostitución sexista de la legislación propuesta sobre enfermedades contagiosas.
En los registros médicos, en los documentos policiales, en la legislación y en los periódicos, se nombraba a las mujeres llamadas «lascivas», «inmorales», «sueltas» y «caídas» y más. El registro en una llamada «agencia de prostitución» no tenía por qué significar que la mujer en cuestión estuviera vendiendo sexo. Otras cosas podrían dar lugar a que se dé prioridad a la policía de prostitución; las visitas de hombres en momentos inapropiados, las relaciones sexuales o similares podrían dar lugar al registro. Lo que las autoridades consideraban una vida «inmoral». Los términos explican qué mujeres fueron registradas y cómo las veía la sociedad. El uso del término comenzó a reducirse hacia finales de siglo, pero la forma en que la sociedad veía a estas mujeres perduró más que eso.

#### El caso de menores
En 1851, el médico Axel Gabriel Carlsson describió en un relato a una niña de seis años que ingresó en un sanatorio. En esta descripción, la niña no había sido sometida a abusos ni violación, había tenido relaciones sexuales. La inclusión de niñas en el comercio sexual en las décadas anteriores al cambio de siglo no fue un fenómeno único, y los médicos de la época lo discutieron. Se consideraba que niños como estos carecían de educación moral y estaban en el camino de la inmoralidad y la lascivia. Muchos médicos no consideraban que las condiciones sociales fueran un factor que contribuyera a sus ventas de sexo. Más bien, era su carácter el que estaba equivocado.

#### «Cachonda y suelta»
En el reglamento de 1859 se utilizan los términos «lascivo» y «libre». Las mujeres «zorras» eran mujeres que debían ser controladas debido a una sexualidad desviada, no tenía por qué significar que estuvieran vendiendo sexo. Eran desenfrenados, sensuales y erráticos. Una mujer «lasciva» podría ser prostituta debido al anhelo de cosas mundanas: vestidos, joyas, una vida de lujo. Se consideraba que carecían de moral y preferían el dinero fácil de la prostitución al trabajo honesto. Según algunos médicos, la mujer lasciva era la más importante para registrar y controlar su capacidad de parecer respetable y el hecho de que fingiera ser honorable engañaba a sus clientes haciéndoles pensar que era más respetable de lo que realmente era.
Una mujer relajada no era regulada por una sexualidad desviada o porque se prostituía. Perder significaba más bien falta de trabajo, de vivienda o de ambas cosas. Las autoridades creían que para una mujer en esa situación, la prostitución era una fuente de ingresos demasiado fácil de conseguir. La prescripción por parte de la oficina, con sus exámenes ginecológicos regulares, se convirtió en una especie de precaución. Sin embargo, esto no se aplica a todas las mujeres, sólo a las de la clase trabajadora. No existían sospechas similares sobre las hijas morales y protegidas de las clases altas. Eso no quiere decir que fuera imposible que las mujeres libres vendieran sexo, simplemente no era eso lo que había detrás de las sospechas de las autoridades contra ellas.

#### La creación de la mujer pública
Una mujer pública era algo creado por el sistema regulatorio. Si la policía llamaba a una mujer lasciva y a otra libertina, después del registro pasaban a tener un título en común. Público, bajo control de policías y médicos. Después del registro, no importaba mucho si en realidad era una prostituta o incluso si era sexualmente activa o no. Sin embargo, la sociedad la veía de la misma manera. Era una mujer que las autoridades tildaron de peligrosa, inmoral y desviada. Alguien a quien la gente honesta controlaría y evitaría. La historiadora Yvonne Svanström también utiliza el término: refiriéndose a las mujeres que podían permanecer en los espacios públicos a finales del siglo XIX. Mujeres que servían o vendían sexo, por ejemplo, en cafeterías. Esto hizo más difícil para otras mujeres permanecer en ciertos espacios públicos, en los debates públicos. Existía para ellas el riesgo de ser etiquetadas como mujeres públicas, con la misma connotación sexual negativa.

#### La mujer caída
La figura de la mujer caída apareció mucho en la literatura, artículos y debates sobre lo que hoy se llama prostitución, más que como parte de la regulación. El término se utilizó especialmente durante finales del siglo XIX, en relación con el debate sobre la moralidad. Si términos como «cachonda» o «suelta» se refieren a por qué una mujer podría ser regulada o qué llevó a su situación, «casos» se refieren específicamente a esta situación, a ejemplos en los que una mujer se «desvió» del rol femenino de la época. Pese a su percepción, el término no fue usado por médicos o autoridades, quedando más al uso del público en general, de una manera descriptiva o ficticia de cómo o por qué una mujer era «desviada» (prostituta).

### SigloXX
Después de 1918, el control de la prostitución pasó a ser una responsabilidad nacional, en virtud de dos leyes, la Lex Veneris (1918) y la Ley de Vagancia (1885), que se ocupaban respectivamente de la enfermedad y el desempleo, ya que el dinero obtenido mediante la prostitución se consideraba ilegal. Las nuevas disposiciones sobre vagabundeo fueron condenadas por las mujeres, que las consideraron aún más coercitivas. Se trataba de la Sonderweg (vía especial) escandinava. Seis comisiones oficiales examinaron la cuestión entre 1923 y 1964. En la práctica, las mujeres acusadas en virtud de las disposiciones sobre vagabundeo fueron detenidas por prostitución en lo que seguía siendo una atención coercitiva como control social.
Las tres comisiones de la década de 1920 (1923, 1926, 1929) describieron la prostitución como una predisposición peligrosa que requería corrección, en contraposición a la mera detención, un análogo moral al peligro de propagación de enfermedades. El informe de 1929 presagiaba la evolución legislativa contemporánea al referirse a la educación pública y al papel de la demanda. Las mujeres estaban divididas: algunas pedían la abolición de la ley, señalando que en la práctica estaba condicionada por el género, y otras apoyaban el concepto entonces popular de higiene social de la esterilización de los no aptos. Estos debates plantearon la idea de que los hombres que buscaban trabajadoras del sexo eran un peligro para todas las mujeres. Los profesionales sanitarios pasaron de argumentar sobre el contagio a hacerlo sobre la moralidad.
Esta teoría patologizada se convirtió en el discurso dominante a partir de la década de 1930 para tratar la sexualidad descontrolada en un periodo que se caracterizó por la medicalización social. También fue una época asociada al intento de erradicar las enfermedades venéreas mediante el rastreo obligatorio, el tratamiento y el consentimiento para el cambio de comportamiento (Lex Veneris). Esto formaba parte de un paquete legislativo que definía la ciudadanía en términos de comportamiento normativo deseado, incluido el «trabajo honesto», un estado de bienestar social basado en la prioridad del Estado sobre las libertades individuales para promover los objetivos de folkhygien (higiene pública). La ciudadanía se convirtió en un atributo jerárquico que dependía de la adhesión a estas normas.
A lo largo de estos discursos, se tuvo cuidado en distinguir la actitud, que requería corrección, de los actos, que eran punibles. Un discurso paralelo fue la preocupación por la población, y la Comisión de Población de 1935-1938 comentó la necesidad de controlar la demanda. También planteó la idea de la prostitución como algo antisocial. La comisión de prostitución de 1939 propuso criminalizar las actividades relacionadas con la prostitución como parte de la lucha contra ese mal social, incluidas las acciones de los clientes, aunque por razones de orden público más que morales. Sin embargo, al examinar el lenguaje de esta comisión y de una comisión contemporánea sobre homosexualidad, queda claro que la construcción seguía siendo heteronormativa y patriarcal. En la década de 1940 continuó la presión para abolir la cada vez más obsoleta ley de vagabundeo, que ahora se aplicaba de forma más moderada. La década de 1960 trajo a Suecia el cuestionamiento generalizado de las costumbres sexuales y, por primera vez, la noción de la prostitución como algo normativo, junto con propuestas para restablecer los burdeles estatales.
En los debates celebrados en el Riksdag en 1950, las mujeres afirmaron que la causa principal de la prostitución era la demanda masculina, haciéndose eco del discurso fuera del gobierno en las décadas de 1880 y 1920. En 1958, las parlamentarias afirmaban que la prostitución era el problema social más importante de todos los tiempos, exigiendo la creación de otra comisión (1958-1962). Para entonces, se había producido otra reconceptualización de la prostitución, de la psicopatología a la sociopatología, y la legislación resultante sustituyó la ley de vagabundeo por la ley de conducta antisocial en 1964. La regulación de la prostitución pasó a esta ley, pero mantuvo el concepto de ciudadanía social normativa basada en el trabajo honesto. En la práctica, la ley se utilizó cada vez menos, fue impugnada con éxito ante los tribunales en 1967, y fue sustituida en 1969 por la Ley de Servicios Sociales de 1980, hasta la Ley de Prohibición de la Compra de Servicios Sexuales de 1999. Los moderados y liberales votaron en contra de la ley, mientras que los democristianos se abstuvieron. La ley fue incorporada al Código Penal el 1 de abril de 2005. La pena era de una multa o prisión por un máximo de un año, aumentada en 2022 a solo prisión por un máximo de un año. Con todo ello, dicha ley incluía la prohibición de los servicios sexuales, tanto si eran comprados en la calle, como en prostíbulos o espacios como salones de masajes, desde los servicios de compañía hasta la compra de servicios sexuales, en circunstancias similares.

### SigloXXI
Muchos de las vendedoras de sexo se autodenominan «acompañantes» en Internet. Los grupos de prostitución de Malmö, Gotemburgo y Estocolmo se han centrado antes sobre todo en la prostitución callejera, pero como el comercio sexual se ha ido trasladando cada vez más a Internet, el foco de atención también se ha desplazado allí. La mayoría de los estudios e informes sobre prostitución se han realizado también sobre la venta callejera de servicios sexuales.
Con el anonimato de Internet, el comercio sexual se ha vuelto más accesible tanto para los compradores como para los vendedores. El sexo se vende en sitios de contactos organizados a tal efecto, así como en sitios de citas ordinarios en los que las ventas se realizan en términos más o menos velados. Las ventas se realizan a través de espectáculos con webcam, así como en encuentros concertados en, por ejemplo, hoteles o en el domicilio del cliente. Así pues, en 2016 el medio Vice reveló como las trabajadoras sexuales suecas acudían a Airbnb para prostituirse y eludir la ley. En 2022, la policía sueca consideró/estimó que el 80 % de los salones de masaje tailandeses de Suecia también ofrecían servicios sexuales.
Un nuevo tipo de prostitución o trabajo sexual es el que ofrece el modelaje por webcam. Se trata de una prostitución «virtual», ya que implica comunicación digital sin contacto físico, y puede compararse a la producción y distribución en directo de pornografía. La plataforma más conocida en los últimos años es Onlyfans, cuyo uso también ha aumentado en Suecia.
Con el fin de evitar la difusión de dichas actividades, organizaciones como Talita lanzaron «trampas» para los clientes de servicios sexuales, colocando carteles publicitarios en marquesinas y calles céntricas de diversas ciudades suecas en el que anunciaban servicios sexuales con promesas de contactar con «chicas reales y sin perfiles falsos», figurando un número de contacto creado ad hoc. Los clientes se topaban, en lugar de con prostitutas, con grabaciones de víctimas reales de redes de explotación y esclavitud sexual.

## Debate
Entre 1922 y 2016, en Suecia la prostitución se ha mencionado en más de 270 investigaciones públicas. Según una encuesta, realizada en 2006, la ley de compra de sexo contaba con el apoyo del 80 % de la población.
En los últimos años, el Lobby de Mujeres de Suecia y Kvinnofronten han organizado conferencias e impreso literatura sobre la lucha contra la pornografía y la prostitución. Louise Eek es una periodista y polemista que, basándose en su propia experiencia con la prostitución, ha dado conferencias sobre por qué comprar sexo no es compatible con los derechos de las mujeres. Isabella Lund es una mujer que también tiene experiencia en la industria del sexo, y su blog ganó el título de Blog Político del Año en 2007. 
Algunos debatientes abogan por legalizar la compra de sexo, en beneficio de los vendedores de sexo, y creen que es un derecho a comprar y vender sexo siempre que se realice con reciprocidad y respeto a la voluntad de cada uno. A principios de la década de 2000, la antropóloga social Petra Östergren llamó la atención, entre otras cosas, a través de su libro Porr, horor och feminister (Natur & Kultur, 2006). Otro polemista activo y conferenciante frecuentemente contratado, sobre todo a nivel internacional, es la activista, estríper y trabajadora sexual Pye Jakobsson.
La mayoría de las investigaciones se han centrado en prostitutas adultas, principalmente mujeres. Según el resumen de varios estudios de la Junta Nacional de la Juventud, publicado en 2012, el resultado fue que el 0,8 % de las niñas y el 2,1 % de los niños de entre 16 y 25 años dijeron que habían recibido una compensación por el sexo. Para la compensación o el acto sexual se ha elegido un concepto relativamente amplio, como quedarse a dormir en casa de un amigo a cambio de alcohol o, por ejemplo, mostrar el pene en una cámara web a cambio de cargar el teléfono prepago. En la comparación entre un estudio realizado en 2004 y un estudio realizado cinco años después, la actitud hacia el sexo a cambio de compensación se había vuelto más positiva.
Tanto la RFSL como Amnistía Internacional se han mostrado abiertos a despenalizar la compra de servicios sexuales.
Irlanda ha criticado la ley sueca de compra de sexo por ser ideológica y basarse en la creencia de que toda compra de sexo es una forma de violencia. No obstante, el país introdujo posteriormente, en 2017, una ley contra la compra de sexo según el modelo sueco. Sin embargo, las experiencias después de la introducción de la ley han sido mixtas.

## Organización
La organización de prostitutas en Suecia, para sindicatos o para la cooperación basada en intereses, rara vez ha dado lugar a organizaciones duraderas. Se considera que esto se debe en parte al hecho de que la sociedad se opone claramente a esta actividad a través, por ejemplo, de la Ley de Compra de Sexo, y los principales formadores de opinión no consideran que el trabajo sexual sea comparable al trabajo. Otra razón es la gran proporción de «trabajadores invitados» con escaso conocimiento del sueco que constituyen una gran parte de los activos en el mercado sueco.
En Suecia, la organización Fuckförbundet se creó en 2017, y formaba parte de la red internacional Red Global de Proyectos de Trabajo Sexual (NSWP). Era una red y una organización de interés para trabajadoras sexuales que quieren despenalizar la compra de sexo a prostitutas.
En 2007, se creó una red para personas con experiencia en la prostitución o la industria del sexo, Nätverket PRIS (Prostituerades Revansch I Samhället). En PRIS, sólo aquellos que han estado en la industria del sexo pueden convertirse en miembros. La red #intedinhora trabaja para apoyar a las prostitutas y ex prostitutas.
Otra organización se llamaba Rose Alliance, antes Rosea, y daba la bienvenida a todos los que trabajaban o han trabajado con sexo o erotismo en cualquier forma. Solo acepta miembros que tengan experiencia personal en la industria del sexo. A mediados de 2011, tenían más de 150 miembros, entre trabajadores sexuales activos y exactivos. Rose Alliance participó en 2011 y 2012 con un camión en el Orgullo de Estocolmo. La asociación considera que las personas que venden sexo tienen experiencias muy diversas, pero también que la ley sobre la compra de sexo y la ley sobre el proxenetismo empeoran la situación de las trabajadoras sexuales.

## Tráfico sexual
Suecia es país de destino y, en menor medida, de origen y tránsito de mujeres y niños víctimas del tráfico sexual. Las víctimas del tráfico sexual proceden en su mayoría de Europa del Este, África, Asia (oriundas de China y Corea del Sur) y Oriente Medio, aunque las mujeres y niñas suecas son vulnerables al tráfico sexual dentro del país. Los romaníes, principalmente de Rumania y Bulgaria, son vulnerables al tráfico sexual. La mayoría de los traficantes son de la misma nacionalidad que sus víctimas y suelen formar parte de redes delictivas dedicadas a múltiples actividades delictivas, aunque cada vez son más los casos denunciados de traficantes que son familiares o no tienen vínculos con la delincuencia organizada. Los niños de la calle en Suecia, especialmente los varones procedentes de Marruecos, son vulnerables al tráfico sexual infantil y a la delincuencia forzada. En 2018, calculaban que entre 4 000 y 5 000 suecos habían cometido anualmente delitos de turismo sexual infantil en el extranjero, principalmente en Asia.
La Oficina de Vigilancia y Lucha contra la Trata de Personas del Departamento de Estado de los Estados Unidos mantenía clasificado en 2024 a Suecia como país de "nivel 1".